# 立花茂虎
立花 茂虎（たちばな しげとら）は、江戸時代前期の筑後国柳河藩藩士。藩主家立花氏一族で、立花両家の一つである立花帯刀家の祖。柳河藩2代藩主・立花忠茂の庶長子（三男）。石高2300石。通称は帯刀。号は好白。

## 略歴
寛永21年（1644年）、柳河藩2代藩主・立花忠茂の子として生まれる。幼名は鶴寿（丸）。
実母は側室の光行氏のため庶子にあたり、異母弟・鑑虎（のち3代藩主）が父の嫡子とされたため、家臣として弟より末席に位置づけられた。寛文4年（1664年）、父の忠茂は隠居にあたってこの状況に配慮し、京都大徳寺の和尚に依頼して茂虎を将来同寺碧玉庵住職にするように依頼したが、茂虎本人がこれを拒否したため、忠茂は怒って茂虎を家臣の立花九郎兵衛預かりとした。
茂虎の不遇を痛む弟の鑑虎より寛文12年（1672年）に領内山門郡中山村に采地与えられる。延宝3年（1675年）に父が死去した翌年（1676年）に加増され、優遇された。こうして立花政俊を家祖とする立花内膳家とともに藩の信望を集めた立花両家の一つ立花帯刀家が創設される。「延宝九酉年知行取無足扶持方共」（1681年頃の資料）の組外筆頭に「高貮千三百石 立花帯刀様」と見える。
元禄14年3月13日（1701年4月20日）に死去。戒名は国融院殿洞雲一花大居士。
なお元禄11年（1698年）に生まれた孫の立花貞俶は後に江戸幕府旗本寄合席の立花貞晟の養子となったが、享保6年（1721年）5月の第4代藩主・立花鑑任の死により、その末期養子となり、柳川藩5代藩主となる。